# ياكوب بيكر
ياكوب بيكر (بالألمانية: Jakob Becker)‏ هو مصمم ليثوغراف ورسام ألماني، ولد في 15 مارس 1810 في Dittelsheim-Heßloch ‏ في ألمانيا، وتوفي في 22 ديسمبر 1872 في فرانكفورت في ألمانيا.